# Theodor Litt

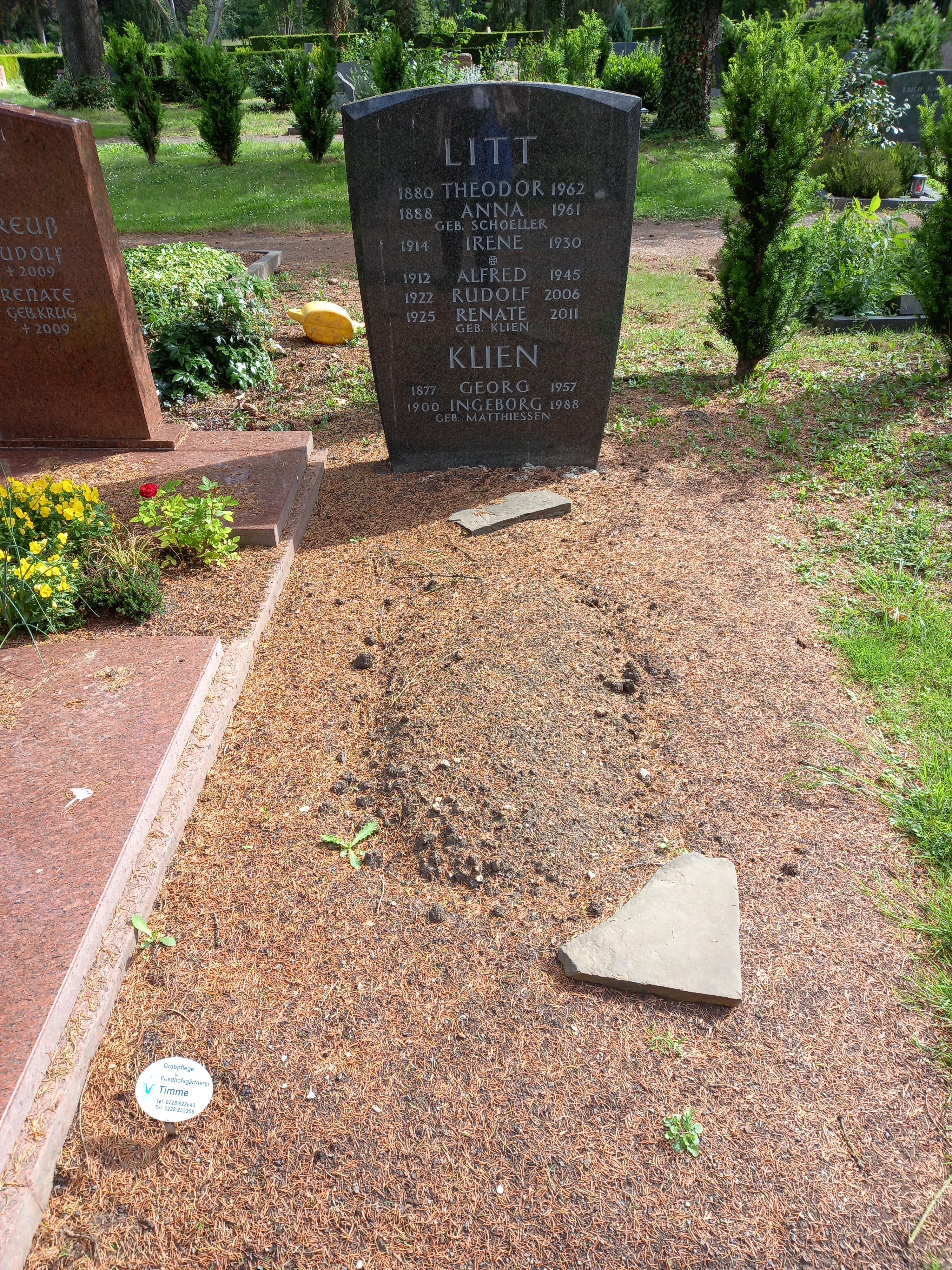
Das Grab von Theodor Litt und seiner Ehefrau Anna geborene Schoeller im Familiengrab auf dem Südfriedhof in Bonn

Theodor Litt (* 27. Dezember 1880 in Düsseldorf; † 16. Juli 1962 in Bonn) war ein deutscher Kultur- und Sozialphilosoph und Pädagoge.
Litt entwickelte in der Auseinandersetzung mit Dilthey, Simmel und Cassirer einen eigenständigen Ansatz in der Kulturphilosophie und philosophischen Anthropologie, der von der dialektischen Sicht des Verhältnisses von Individuum und Gesellschaft, Mensch und Welt, Vernunft und Leben bestimmt war. Zugleich projizierte er diese Gedanken in eine geisteswissenschaftliche Pädagogik, die ihren Ausgangspunkt in der Reformpädagogik zu Anfang des 20. Jahrhunderts hatte und über Litts Schüler Klafki bis in die Diskussion zur Bildungsreform in den 1970er Jahren reichte. Litt identifizierte sich mit der Weimarer Republik und geriet als Rektor der Universität Leipzig in Konflikte mit dem Nationalsozialismus, wurde 1937 mit einem Vortragsverbot belegt sowie vorzeitig in den Ruhestand versetzt. Dennoch veröffentlichte er weiter kritisch gegen die herrschende Ideologie. Nach dem Ende des Zweiten Weltkriegs konnte er sich nicht mit der Ideologie der SED arrangieren und wechselte deswegen an die Universität Bonn, wo er das Institut für Erziehungswissenschaften begründete.

## Biographie
Theodor Litt war Sohn des Gymnasialprofessors Ferdinand Litt und Großneffe des Theaterregisseurs und Schauspielers Hermann Litt. Von 1890 bis 1898 besuchte Litt in Düsseldorf das humanistische Städtische Gymnasium (heutiges Humboldt-Gymnasium Düsseldorf). Dann begann er ein Lehramtsstudium der Philosophie, Geschichte und klassischen Philologie (mit einem Semester in Berlin) an der Universität Bonn. In Bonn wurde er Mitglied der Sängerverbindung Makaria, in Berlin der Akademischen Liedertafel im Sondershäuser Verband. 1904 wurde er mit einer in lateinischer Sprache verfassten Dissertation in Altphilologie promoviert. Einer vierjährigen Beschäftigung als Lehrer für Alte Sprachen und Geschichte in Bonn, Kreuznach und ab 1906 als Oberlehrer in Köln am Friedrich-Wilhelm-Gymnasium folgte eine halbjährige Anstellung als Referent im preußischen Kultusministerium in Berlin.
Litts Interesse an Philosophie und Pädagogik soll unter anderem durch das Trauma des Ersten Weltkrieges ausgelöst worden sein. Bereits im Jahr 1919 berief die Universität Bonn Litt als außerordentlichen Professor für Pädagogik. In Individuum und Gemeinschaft gab Litt einen Abriss der Kultur- und Sozialphilosophie. Neben Ernst Troeltsch, Ernst Cassirer und Georg Simmel wurde Litt Mitglied der Leipziger Schule für Sozialphilosophie. 1920 übernahm er als Nachfolger Eduard Sprangers, der an die Universität Berlin wechselte, den Lehrstuhl für Philosophie und Pädagogik an der Universität Leipzig, an der er bis 1937 als Hochschullehrer bzw. Rektor (1931–1932) tätig war.
1927 thematisierte Litt im Werk Führen oder Wachsenlassen seine pädagogische Problematik. Seine Ablehnung vernunftwidriger, organologischer und romantischer Ideologien sowie sein Anspruch zur Achtung des heranwachsenden und sich entwickelnden Menschen führten zur Anfeindung durch die Nationalsozialisten. In seiner Antrittsrede als Rektor der Universität Leipzig 1931 sprach er sich für den Erhalt einer unabhängigen Universität aus. Die NS-Herrschaft leitete für Litt das Ende seiner ersten Schaffensperiode von 1919 bis 1937 ein. Er beugte sich dem Regime nicht, das seine anti-nationalsozialistische Haltung angriff. Auf dem Hochschulverbandstag im Oktober 1932 regte Litt eine Erklärung der Hochschullehrer an, in welcher gegen die nationalsozialistische Bewegung Stellung genommen werden sollte. Dennoch wird Litt unter den Unterzeichnern des Bekenntnisses der Professoren an den deutschen Universitäten und Hochschulen zu Adolf Hitler und dem nationalsozialistischen Staat vom 11. November 1933 genannt. 1934 kam es zu schweren Störungen seiner Vorlesungen, die Universität Leipzig wurde sogar vorübergehend geschlossen. 1936 beendete Litt eine Vortragsreise nach Wien, weil die NS-Behörden ihm ein Vortragsverbot auferlegten. Nach Leipzig zurückgekehrt, forderte er seine frühzeitige Versetzung in den Ruhestand, die er 1937 durchsetzte.
Litt ließ sich trotzdem nicht davon abhalten, 1938 die kleine Schrift Der deutsche Geist und das Christentum zu veröffentlichen. Er kritisierte darin Alfred Rosenbergs antisemitisches Werk Der Mythus des 20. Jahrhunderts, worin dieser sich für eine Religion aussprach, die das Christentum ersetzen sollte. Litt fand großen Anklang unter den gläubigen Christen, und die verhältnismäßig große Auflage war sofort vergriffen. Doch Litt enttäuschte die Zurückweisung durch seine Kollegen, die der geisteswissenschaftlichen Pädagogik angehörten, wie Eduard Spranger und Wilhelm Flitner, die in der Zeit des Nationalsozialismus trotz der Übereinstimmung mit Litts Kritik überwiegend auf ihren Lehrstühlen verblieben. Nur Herman Nohl wurde 1937 aus seinem Amt entlassen. Als Litt 1944 auch verboten wurde, in der Sächsischen Akademie Vorträge zu halten, zog er sich völlig zurück.
Litts zweite Schaffensperiode begann 1945. Auf Empfehlung Ernst Cassirers wurde ihm die Aufgabe der demokratischen Reform der Universität Leipzig zugewiesen. Zwar lehrte Litt 1946 wieder, aber nach einem Vortrag über Die Bedeutung der pädagogischen Theorie für die Ausbildung des Lehrers in Ostberlin geriet er in Konflikt mit der Sozialistischen Einheitspartei Deutschlands (SED) und übernahm eine Professur für Philosophie und Pädagogik an der Universität Bonn. Litt gründete und blieb bis zu seinem Tod Vorstand des Instituts für Erziehungswissenschaften. Seine zahlreichen Vorlesungen wie beispielsweise Die Selbstkritik in der modernen Kultur oder Politische Ethik und Pädagogik fanden ebenso hohe Resonanz wie seine Schrift Die politische Selbsterziehung des deutschen Volkes, die den Anlass zur Eröffnung einer Schriftenreihe der Bundeszentrale für politische Bildung gab. 1962 erschien Litts letzte Schrift Freiheit und Lebensordnung, in der es erneut um seine Auseinandersetzung mit den totalitären Machtarten und ihren politischen Theorien ging.
Litt war Mitglied der Sächsischen und der Bayerischen sowie der Deutschen Akademie der Wissenschaften zu Berlin, der Akademie gemeinnütziger Wissenschaften zu Erfurt und der Österreichischen Akademie der Wissenschaften. Er war Ehrendoktor der Universitäten in München und Münster.

## Philosophische Position

### Dialektische Denkweise
Als Philosoph war Theodor Litt stark von der dialektischen Denkweise geprägt, die durch seine Auseinandersetzung mit Kant und Herder einerseits und Hegel andererseits bestimmt wurde. Wie Eduard Spranger, Herman Nohl, Wilhelm Flitner und Erich Weniger wird er dem Lager der geisteswissenschaftlichen Pädagogik zugerechnet. Er selbst bezeichnete seine Position als Kulturpädagogik nach Ernst Troeltsch, die aus einer historisch gesättigten Gesamtsicht des Kulturkreises die pädagogischen Ziele in harmonisierender Dialektik aus der Tradition gewinnen zu können glaubte – Widersprüche überdeckend und fernab von Macht- und Interessenkonflikten.
Auch Denker wie Georg Simmel, Wilhelm Dilthey und Edmund Husserl beeinflussten seine philosophische Weltanschauung. Jonas Cohns Buch Theorie der Dialektik inspirierte ihn dazu, Problemkreise der Pädagogik dialektisch zu durchleuchten. Doch für Litt war eine kritische Auseinandersetzung mit Widersprüchen zum Zweck der Bildung nicht nötig. Die Dialektik zeigt sich für Litt in der Antinomie von Individuum und Gemeinschaft, in der Antinomie von Vernunft und Leben sowie in der Gegenüberstellung von subjektivem Geist (Person) und objektivem Geist (objektive Geistgestaltung).
Mit seiner dialektischen Denkweise bezweckte Litt die Aufhebung eindimensionaler Anschauungen sowie von deren Glaubwürdigkeit in einem allumfassenden Kontext. Er ging dabei rational denkend, konträr sowie gleichzeitig dialektisch vor und konzipierte eine umfangreiche Kulturphilosophie (Individuum und Gemeinschaft) sowie eine philosophische Anthropologie (Mensch und Welt). Den für ihn grundlegenden Gegensatz von Erkennen und Leben versuchte er durch die Gesamtschau deutender Ideen zu einer geordneten Ganzheit zusammenzubringen. An Litts didaktische Herangehensweise zur Unterstützung geisteswissenschaftlicher, vor allem aber historischer Bildung unter Bezugnahme auf Technik, Naturwissenschaft und Arbeitswelt knüpften die „frei denkende“ Erziehungswissenschaft von Wolfgang Klafki und die Bildungsreform der 1960er Jahre an. Auch Talcott Parsons’ Sozialtheorie ist an ihr geschult.

### Geschichte als kulturelle Gesamtlage
Der Mensch ist im geschichtlichen Kontext zu sehen. Unter Geschichte verstand Litt nicht nur die Vergangenheit, sondern auch die von den Menschen gestaltete künftige Geschichte. Er definierte Geschichte als „kulturelle Gesamtlage“, womit die Gesamtheit dessen, was Menschen in einer Gemeinschaft durch Denken, Handeln und Herstellung erschaffen haben, gemeint ist. Geschichte ist Kulturgeschichte im Sinne der geistigen Welt. Erziehung ist unter dieser Bedingung ein „Handeln, das seinem Wesen nach gerichtet ist auf den Zusammenhang der menschlich-gesellschaftlichen Welt, d. h. der geistigen Welt.“ Diese angenommene Gesamtheit ist aber so in der Welt nicht gegeben. Man findet, kennzeichnend für die kulturelle Gesamtlage, eher Ungleichheiten, Disjunktionen und Diversitäten vor. Das in der Welt bereits Gegebene ist das getrennte nebeneinander Vorhandensein. Die menschlichen Handlungen unterscheiden sich in ihrer Absicht und Zielführung und bestehen deswegen getrennt nebeneinander.

### Widerspruch in der dialektischen Grundstruktur
Durch die Schaffung von Synthesen können Spannungen und Widersprüche behoben werden. Diese Spannungen sind nicht ein vom Verstand ausgedachtes Konzept, sondern ein reales, antinomisches Gefüge menschlichen Seins. Die Ursache für die Widersprüchlichkeit, für das Antinomische in der menschlichen Psyche liegt in der dialektischen Grundstruktur menschlichen Seins. Die dialektische Grundstruktur lässt sich nicht von außen beheben durch psychologische Maßnahmen. Diese können höchstens Aufschluss über diesen Widerspruch geben, aber nicht darüber, wie der Einzelne mit der Aufklärung umzugehen vermag. In der Erziehung eines Kindes ist die Auflösung der dialektischen Spannungen nicht realisierbar, weil die Spannungen dem Erzieher (Führer) genauso anhängen wie dem zu Erziehenden und er ebenso wenig aus ihnen heraustreten kann. Litt sah allerdings die Lösung für die dem Menschen innewohnenden Spannungen und Widersprüchlichkeiten auch nicht im natürlichen Wachsenlassen, zumal dieses Wachsenlassen von der Annahme ausgehen müsste, dass die Entwicklung von vornherein zweckmäßig und sinngemäß sei.

### Aufhebung des Spannungsverhältnisses
Zwischen menschlich geistigem Dasein und organischem Dasein liegt eine Kluft. Der Natur entspricht kein „Sollen“ und Sinn. Die Natur ist nicht bestrebt, Widersprüche zu beseitigen. Dies ist vielmehr das fiktive Verlangen der Menschen, weil ihr Geist fordert, in Eintracht mit „Allem-Was-Ist“ zu leben, und weil er die harmonische Vollkommenheit sucht. Der menschliche Geist verlangt die Aufhebung von Widersprüchen durch selbstständige gedankliche Arbeit. Litt zufolge kann das Sein der Erziehung nur im Hinblick auf ihr „Sollen“ begriffen werden. Dieses „Sollen“ ist die Synthese, die hergestellt werden muss, um Widersprüche anzuerkennen und als gegeben hinzunehmen als das Produkt des menschlichen Geists, der den Anspruch hat, Widersprüche durch geistige Anstrengung zu kontrollieren und in Übereinstimmung zu bringen. Das Zusammenführen von sich entgegenstehenden Polen ist für den menschlichen Geist möglich, weil jene auch von diesem stammen.

### Mensch und Welt
Litt betonte die Bedeutung des Individuums: Ich und Welt sind aufeinander angewiesen und stehen in einem wechselseitigen Erschließungsprozess. Litt kritisierte die eindimensionale Auslegung Hegels, der das Individuum in den Schatten drängt. Die objektiven Gehalte müssen in das Leben des jeweiligen Subjekts aufgenommen werden, um nützlich zu sein. Der Terminus Tradition ist von dem der Individuation untrennbar. „Mensch“ und „Welt“ wirken wechselseitig aufeinander und stehen in einer positiven dialektischen Spannung zueinander, indem sich beide aneinander abarbeiten. Durch diese wechselseitige „Abarbeitung“ bilden beide einander. Der Mensch bildet sich in seiner Definition von sich selbst, und die Welt als die Gesamtheit der geistig-gesellschaftlich-geschichtlichen Inhalte bildet sich in ihrer tugendhaften Anspruchserhebung, die geachtet und gestärkt wird.

„Was als Brauch, Sitte, Sittlichkeit, Gesetz den Umgang der Genossen regelt, was als gemeinsam verfolgtes Willensziel ihr Handeln ausrichtet, was als gläubige Gewissheit ihre Gemüter über das Erdentreiben emporführt: alles dies schließt sich zu einem Gefüge von Verbindlichkeiten zusammen, an denen die Willkür des Individuums ihre Schranke findet.“

Wissenschaft, Arbeitswelt und Technik sind als Welt bezeichnet und stehen mit dem Menschen in einer wechselseitigen Interaktion. Der Mensch bildet und schafft die Welt und hat somit „Weltbildungscharakter“. Die als Welt zusammengefassten Bereiche sind „bildende Mächte“.

## Schulpädagogische Position

### Bildungsideale
Für Litt gibt es keinen idealen Entwurf von Bildung. Dennoch gibt es Bildungsrubriken wie z. B. Religion, Wissenschaft, Kunst und Moral, die in ihrem Bildungscharakter unantastbar bleiben. Es sei kennzeichnend für die Gesellschaft, ein Bildungsideal erstellen zu wollen, um gewisse Inhalte der Bildung vor Kritik zu schützen. Diese Tendenz sei ungeeignet und fragwürdig. Etwas anderes ist es hingegen, die Konstrukte des Geistes um ihrer selbst willen zu suchen und in reiner Selbstvergessenheit um ihre Bedeutung und ihren Zweck zu werben. Erziehung kann auch ohne ein Bildungsideal zielführend sein. Sie bezweckt ohne einen ideellen Entwurf die Selbstformung des Subjekts, um zu sich selbst zu kommen, indem sich der Mensch zu seiner eigentlichen Daseinsgestalt durcharbeitet und sich somit zu erkennen gibt. Die Bildung des Menschen lässt sich aus keinem Bildungsideal schließen. Genauso ist es mit dem Geist, der entweder ist oder nicht ist. Um das Selbst zu formen, das sich bewusst ist, ist es nötig, die gegebene Welt einzeln zu erörtern. Weder die Erziehung noch die Bildung müssen einem Idealbild folgen, sei es aus der Religion oder Politik, um diese brauchbar zu gestalten. Hingegen verpflichtet der freidenkende Geist, der in der Welt zu sich kommen will, sich zur Bildung und Erziehung. Es ist Sache der Erziehung, den freidenkenden Geist durch die kritische Durchleuchtung der Welt zu bilden.

### Kultur- und Bildungsgüter
Litt betont die Bedeutsamkeit der Auswahl von Bildungsinhalten. Wegen der Vielfalt an Bildungsinhalten in der Pädagogik ist es umso bedeutender, ihren Gehalt zu prüfen. Kein Bildungsinhalt darf allgemeine Gültigkeit für sich beanspruchen, weil sich seine Relevanz an bestimmten Lebenszusammenhängen der jeweiligen Kultur misst. Die Pädagogik muss versuchen, sich von einer Gesamtheit der kulturellen Gegebenheiten zu den einzelnen Bereichen der Kultur zu begeben, um eine Struktur in die Kulturgebiete und Kulturgüter zu bringen und sie nach Wichtigkeit zu klassifizieren. Dieses Vorgehen lässt aber noch grundlegende Entscheidungen über Kultur- und Bildungsgut außer Acht. Für den Betrachtenden und Genießenden kann ein Kulturgut große Bedeutsamkeit haben, ohne aber Relevanz für die Bildung zu haben. Es gibt kein Zusammentreten von Kulturgütern und Bildungsgütern. Damit sich Kulturgüter als Bildungsgüter bewähren, müssen sie sich in die innere Bewegung des lebendigen Ganzen einfügen und sich in Beziehung setzen lassen zu dem Ganzen der jugendlichen Seelenentwicklung. Sie müssen den Weltanschauungen der Jugend entsprechen. Wenn man die geeigneten Bildungsgüter ausgesucht hat, müssen diese noch präzisiert werden – für eine vorgesehene Zielgruppe mit vergleichbarer Denkweise.

### Die Aufgabe der Bildung
Bildung bringt dem Menschen bei, sich selbst und seine Beziehung in Ordnung zu halten. Der Mensch gewinnt einen besseren Zugang, dies auch zu verwirklichen. Arbeit wirkt mit ihrer Sachlichkeit positiv auf den Menschen. Diese Lebensübertragung macht es dem Menschen möglich, sich der der Arbeit innewohnenden Ordnung anzugleichen, um durch das Arbeiten menschlich zu wachsen. Litt setzt die Pädagogisierung der Gesellschaft in die Praxis um. Auch die funktionsfähigste Familie könne für die Befähigung des Heranwachsenden, den Alltag erfolgreich zu meistern, nicht mehr die Leistung erbringen, die zu Zeiten Pestalozzis oder Diesterwegs noch vorstellbar war. Die Schule übernehme laufend neue Aufgaben, um die Alltagstauglichkeit und die Eigenverantwortung des Heranwachsenden zu gewährleisten und zu unterstützen. Eine Trennung von Erziehung und Erwachsenenwelt (Berufswelt) ist nicht mehr denkbar. Kinder würden vom Kindergarten an auch die Zwänge der Erwachsenenwelt erfahren.

### Bildungs- und Vitalwerte
Der junge Mensch soll sich mit klassischen Gehalten und Kulturgütern mit Bildungscharakter von „zeitloser Bedeutung“ auseinandersetzen, weil diese die eigentlichen Bildungswerte sind. Darüber hinaus muss die Schule neben den eigentlichen Bildungswerten auch auf die wirklichen Lebensforderungen, die sozialen Anforderungen, Rücksicht nehmen und sich auf diese beziehen. Das heißt, dass den so genannten „Vitalwerten“ gleiche Bedeutung wie den Bildungswerten zukommt. Ein Spannungsverhältnis tritt zwischen den beiden Werten auf, das inkompatibel bleibt, da es nicht zu zerrütten und somit zu erdulden ist.

### Demokratisierung der Jugend
Weiter fordert Litt, tagespolitische Kontroversen aus dem Unterricht herauszuhalten. Die Schule solle nicht für parteipolitische Zwecke missbraucht werden. Er unterstreicht hingegen die wichtige Festigung des „jugendlichen“ Charakters durch Geistigkeit und Moralität. Trotz Litts Ablehnung politischer und schulischer Verflochtenheit spricht er sich für die Erziehung hin zur Demokratie aus. Ein funktionierendes Schulsystem zeige sich durch Beständigkeit. Die Schule solle sich vom allgemeinen, intellektuellen und kulturellen Klima distanzieren, um nicht dem falschen Glauben zu verfallen, auf politische Kontroversen reagieren zu müssen. Schule hat erhaltenden Charakter, weil sie die „Bildungssolidarität der Generationen“ weiterzugeben imstande ist und auch in Zeiten des Wandels zur Beständigkeit verpflichtet ist.

### Kritik am Einheitsschulsystem
Litt setzt sich für das gegliederte Schulsystem ein und lehnt die Einheitsschule kategorisch ab. Weiter spricht sich Litt für die gymnasialen Ausbildungsrichtungen mit ihrem jeweiligen Kerngehalt aus. Die Aufgabe der höheren Schulen ist es, leistungsstarken Schülern eine anspruchsvolle Ausbildung zu bieten. Die an den höheren Schulen gebotene Ausbildungsvielfalt werde an Berufsschulen sehr eingeschränkt, da man Experte auf einem Gebiet bleibt und die Allgemeinbildung, die auch das Erlernen von grundlegenden sozialen und geistigen Kompetenzen einschließt, zu kurz kommt. Das heißt, die Berufsschule habe die Aufgabe, sich grundlegenden Bereichen des Vorhandenseins zu öffnen und sich mit ihnen zu verbinden. Sie sollte Kultur und Geschichte in einen für die jeweilige Berufssparte passenden Kontext setzen. Verständnis und Respekt sollten auch an diesen Schulen wichtige Aspekte der Bildungsaufgabe sein, da diese zentrale Punkte zur Verhinderung von eklatanten und massiven Menschenrechtsverletzungen sind.

### Pädagogischer Einfluss im Unterricht
Für Litt sind „Unterricht“ und „Erziehung“ miteinander verknüpft anzusehen, weil in den Unterricht auch immer ein erzieherischer Aspekt einfließt. Die pädagogische Wirkung ist maßgeblich für den ordentlichen und beständigen Unterricht, der die Erziehung zur Sachgerechtheit, Arbeitsmoral und Pflichterfüllung ins Auge fasst. Litt findet es vorteilhaft, wenn die oben genannten Werte von Lehrern weitergegeben werden, ohne dass diese in ihrem Sinne direkten Einfluss auf Schüler ausüben sollen, da jeder Lehrer eine andere erzieherische Strahlkraft und Betrachtungsweisen hat. Neben der reziproken Verflechtung von „Unterricht“ und „Erziehung“ besteht ebenso eine für „Intellekt“ und „Charakter“ bzw. „Wissen“ und „Bildung“. „Wissen“ ist immer eine Einschätzung der Lage, und das Einswerden von Wissen und Gewissen ist Voraussetzung dafür, dass die Handlung dem Wissen (Glauben) entspricht.

## Aufgaben der Lehrer

### Geforderte Eigenschaften
Litt ist zwar der Meinung, es gebe geborene Erzieher, die von Natur aus mit einer herausragenden erzieherischen Begabung versehen seien; dennoch müssen die meisten Pädagogen bestimmte Hilfsmittel und Erziehungsmethoden lernen. Im engeren Sinn sind darunter die Beständigkeit und Bestimmtheit der pädagogischen Formgebung und unumschränkte Kenntnisse der Unterrichtsmethoden zu verstehen. Darüber hinaus spricht sich Litt für das Methodische aus, weil durch systematisches, planmäßiges Vorgehen Fehlkonstruktionen kein Platz gelassen wird. Neben dem methodischen Wissen ist die pädagogische Theorie als Anforderung an den Lehrer hervorzuheben, auch wenn sie mit der praktischen Durchführung an sich nichts zu tun hat. Sie hat vielmehr ein „geschichtliches Standortbewusstsein“ beizubringen, das Lehrer nutzen sollten, um es den Schülern zu erleichtern, sich im Weltgeschehen zurechtzufinden. Unter dem geschichtlichen Standortbewusstsein versteht Litt auch die „Weite des geistigen Horizontes“. Sie gestattet dem Lehrer, die „geistigen Mächte, deren Niederschlag ihm als Inhalt seiner lehrenden Tätigkeit entgegentritt“, überzeugend zu vertreten. Darüber hinaus erhält er die Kompetenz, zeitgenössischen Phänomenen prüfend und gewissenhaft gegenüberzutreten. Die pädagogische Theorie hat auch zur Aufgabe, dem angehenden Lehrer ein Gespür für seine pädagogische Selbstbestimmung mitzugeben, die auf der inneren Freiheit und dem Pflichtbewusstsein basiert. Einen guten Lehrer erkennt man daran, dass er die Selbstbeherrschung besitzt, nicht Partei zu ergreifen, sondern fähig ist, strittigen Themen und zentralen Lebensfragen auf einer Ebene der Einigkeit zu begegnen. Die Schule ideologisch durchdringen und beeinflussen zu wollen, stellt für Litt eine Gefahr dar.

### Entscheidungsfreiheit gewähren
Es ist ein Fehler, Schülern die Möglichkeit zu Entscheidungen in Bezug auf ihre persönliche Weltanschauung zu nehmen, indem man sie frühzeitig für die der erziehenden Generation einzunehmen versucht. Es sei ihnen stattdessen die Gelegenheit zu bieten, ihr eigenes Zukunftsbild zu gestalten. Dies verlangt vom Lehrer Toleranz und eine Bändigung seiner eigenen Wunschbilder und Vorstellungen. Dadurch gelingt es ihm auch besser, die Schüler mit der objektiven Kultur in Verbindung zu bringen und als Vermittler zwischen „Ich“ und „Welt“ zu fungieren, damit der Bildungsprozess über die Person zur Sache führt. Der Lehrer hat die Pflicht, seinen Schülern objektive Gehalte näher zu bringen. Erziehung erfüllt nur dann ihren Zweck, wenn neben dem „Wachsenlassen“ des werdenden Menschen auch das Führen als ein Bestandteil des Bildungsprozesses gesehen wird. Nur die Entwicklungsrichtung eines Kindes zu beobachten und dessen Erfordernisse und Vorliebe zu erfüllen sowie seine Interessen zu fördern, ist als alleinige „Erziehungsmaßnahme“ rückschrittlich und in keinem Fall ausreichend für den werdenden Menschen. „Ich“ und „Welt“ stehen in einem wechselseitigen Erschließungsprozess und die Auseinandersetzung mit objektiven, dem Alter sowie den Begabungen entsprechenden Gehalten ist grundlegend für den Menschwerdungsprozess.

## Ehrungen
- 1952: Mitglied des Ordens Pour le Mérite, Friedensklasse
- 1955: Großes Bundesverdienstkreuz mit Stern (20. Dezember)[17]
- 1958: Österreichisches Ehrenzeichen für Wissenschaft und Kunst
- 1960: Großes Bundesverdienstkreuz mit Stern und Schulterband[17]
- In Düsseldorf wurde die Theodor-Litt-Realschule und Theodor-Litt-Straße nach selbigen benannt.[18]

## Werke

### Selbständige Veröffentlichungen
- Geschichte und Leben. Von den Bildungsaufgaben geschichtlichen und sprachlichen Unterrichts. Leipzig/Berlin 1918; ab der 2., veränderten Aufl. mit dem Untertitel Probleme und Ziele kulturwissenschaftlicher Bildung.
- Individuum und Gemeinschaft. Grundfragen der sozialen Theorie und Ethik. Leipzig/Berlin 1919; ab der 2., völlig neu bearbeiteten Auflage. 1924 mit dem Untertitel Grundlegung der Kulturphilosophie; 3., abermals umgearbeitete Auflage. 1926.
- Erkenntnis und Leben. Untersuchungen über Gliederung, Methoden und Beruf der Wissenschaft. Leipzig/Berlin 1923.
- Die Individualisierung des Bildungsideals. In:  Die Philosophie der Gegenwart und ihr Einfluss auf das Bildungsideal. 1925; 2. Auflage, Vieweg+Teubner Verlag, Wiesbaden 1927, S. 66–72, doi:10.1007/978-3-663-16080-9_9.
- Möglichkeiten und Grenzen der Pädagogik. Abhandlungen zur gegenwärtigen Lage von Erziehung und Erziehungstheorie. Leipzig/Berlin 1926.
- Führen oder Wachsenlassen. Eine Erörterung des pädagogischen Grundproblems. Leipzig/Berlin 1927; 13. Auflage. Klett, Stuttgart 1967; Reprint 1973, ISBN 3-12-925410-2, OCLC 64154405.
- Wissenschaft, Bildung, Weltanschauung. Leipzig/Berlin 1928.
- Kant und Herder als Deuter der geistigen Welt. Leipzig 1930.
- Einleitung in die Philosophie. Leipzig/Berlin 1933.
- Die Selbsterkenntnis des Menschen. Leipzig 1938.
- Der deutsche Geist und das Christentum. Vom Wesen geschichtlicher Begegnung. Klotz, Leipzig 1938, DNB 57463567X; Nachdr. als Gemeinschaftsausgabe: Fischer, Norderstedt; Leipziger Univ.-Verlag, Leipzig 1997, ISBN 3-926049-15-4 und ISBN 3-931922-55-3.
- Das Allgemeine im Aufbau der geisteswissenschaftlichen Erkenntnis. Leipzig 1941.
- Geschichte und Verantwortung. Wiesbaden 1947.
- Denken und Sein. Stuttgart/Zürich 1948.
- Mensch und Welt. Grundlinien einer Philosophie des Geistes. München 1948.
- Staatsgewalt und Sittlichkeit. München 1948.
- Wege und Irrwege geschichtlichen Denkens. München 1948.
- Die Geschichte und das Übergeschichtliche. Hamburg 1949.
- Geschichtswissenschaft und Geschichtsphilosophie. München 1950.
- Der Mensch vor der Geschichte. Bremen 1950.
- Naturwissenschaft und Menschenbildung. Heidelberg 1952.
- Hegel. Versuch einer kritischen Erneuerung. Heidelberg 1953.
- Das Bildungsideal der deutschen Klassik und die moderne Arbeitswelt. Bonn 1955.
- Die Wiedererweckung des geschichtlichen Bewußtseins. Heidelberg 1956.
- Technisches Denken und menschliche Bildung. Heidelberg 1957.
- Leibniz und die deutsche Gegenwart. Wiesbaden 1947.
- Wissenschaft und Menschenbildung im Lichte des Ost-West-Gegensatzes. Heidelberg 1958.
- Freiheit und Lebensordnung. Zur Philosophie und Pädagogik der Demokratie. Heidelberg 1962.
- Pädagogik und Kultur. Kleine pädagogische Schriften 1918–1926. Hrsg. von Friedhelm Nicolin. Klinkhardt, Bad Heilbrunn/Obb. 1965, DNB 453145191.

### Aufsätze
- Die höhere Schule und das Problem der Einheitsschule. In: Monatsschrift für höhere Schulen. 18 (1919), ZDB-ID 208357-7, S. 280–293.
- Hegel und die Aufgaben deutscher Jugend. In: Jugendführer und Jugendprobleme (= Festschrift zu Georg Kerschensteiners 70. Geburtstag). Hrsg. von Aloys Fischer, Eduard Spranger. Leipzig/Berlin 1930.
- Hegels Begriff des „Geistes“ und das Problem der Tradition. In: Studium Generale. Band 4, Heft 6. Springer, Berlin 1951, ISSN 0039-4149, S. 312–321, OCLC 315183611 (für den Aufsatz).
- Leitsätze zur Begründung eines realistischen höheren Schulwesens. In: Bildung und Erziehung. 5 (1952), ISSN 0006-2456, S. 241–244, doi:10.7788/bue-1952-jg31 (bedingter Abruf).
- Charakterbildung geht vor Wissensbildung. In: Pädagogische Wahrheiten und Halbwahrheiten kritisch beleuchtet (= Festgabe für Wilhelm Flitner zum 70. Geburtstag). Hrsg. von Eduard Spranger. Quelle & Meyer, Heidelberg 1959, DNB 455347247, S. 41–67.

## Sekundärliteratur
- Hans-Karl Beckmann: Der Erziehungsauftrag der Schule. In:  Franz Otto Schmaderer (Hrsg.): Die pädagogische Gestaltung des Schullebens. Beiträge zur Verwirklichung des Erziehungsauftrags der Schule (= Schulpädagogische Aspekte). Ehrenwirth, München 1979, ISBN 3-431-02202-2, S. 29–41.
- Ursula Bracht: Zum Problem der Menschenbildung bei Theodor Litt. Studien zur wissenschaftstheoretischen Problematik im Gesamtwerk Theodor Litts. Klinkhardt, Bad Heilbrunn (Obb.) 1973, ISBN 3-7815-0192-2 (Zugl.: Bonn, Univ., Philos. Fak., Diss. 1970).
- Holger Burckhart: Theodor Litt: Das Bildungsideal der deutschen Klassik und die moderne Arbeitswelt (= Werkinterpretationen pädagogischer Klassiker). Wissenschaftliche Buchgesellschaft, Darmstadt 2003, ISBN 3-534-15198-4.
- Thomas Friederich: Theodor Litts Warnung vor „allzu direkten Methoden“. In: Deutsche Philosophen 1933. Hrsg. von Wolfgang Fritz Haug, Berlin 1989, S. 99–124.
- Lorenz Funderburk: Erlebnis, Verstehen, Erkenntnis. Theodor Litts System der Philosophie aus erkenntnistheoretischer Sicht. Bonn 1971, ISBN 3-416-00729-8.
- Hans Glöckel: Vom Unterricht. Lehrbuch der Allgemeinen Didaktik. 4., durchges. und erg. Auflage. Klinkhardt, Bad Heilbrunn/Obb. 1990, ISBN 3-7815-1254-1.
- Wolfgang Klafki: Theodor Litt (1880–1962). In: Hans Scheuerl (Hrsg.): Klassiker der Pädagogik. 2., überarb. und um ein Nachwort erg. Auflage. Band 2: Von Karl Marx bis Jean Piaget. Beck, München 1991, ISBN 3-406-35534-X, S. 241–257.
- Wolfgang Klafki: Die Pädagogik Theodor Litts. Eine kritische Vergegenwärtigung. Scriptor, Königstein 1982, ISBN 3-589-20791-4.
- Julia Kurig: Die Technik als Herausforderung der Pädagogik in den 1950er Jahren: Theodor Litts Bildungs- und Subjekttheorie für die Industriegesellschaft. In: Jahrbuch für Historische Bildungsforschung 2014. Schwerpunkt Maschinen (= Jahrbuch für Historische Bildungsforschung. Band 20, ISSN 0946-3879). Julius Klinkhardt, Bad Heilbrunn 2015, ISBN 978-3-7815-2022-6, S. 219–264, urn:nbn:de:0111-pedocs-145772 (pedocs.de [PDF; 4,2 MB]).
- Rudolf Lassahn: Das Selbstverständnis der Pädagogik Theodor Litts. Pädagogik als Geisteswissenschaft (= Beiträge zur Erziehungswissenschaft). Henn, Wuppertal/Düsseldorf/Ratingen 1968, DNB 457360305 (Münster, Philosophische Fakultät, Diss., 1965).
- Rudolf Lassahn: Theodor Litt. Das Bildungsideal der deutschen Klassik und die moderne Arbeitswelt (= Interpretationen zur Anthropologie). Coppenrath, Münster 1970, DNB 457360321.
- Peter Müller: Litt, Theodor. In: Neue Deutsche Biographie (NDB). Band 14, Duncker & Humblot, Berlin 1985, ISBN 3-428-00195-8, S. 708–710 (Digitalisat).
- Peter Gutjahr-Löser, Hans-Helmuth Knütter, Friedrich Wilhelm Rothenpieler: Theodor Litt und die politische Bildung der Gegenwart (= Berichte und Studien der Hanns-Seidel-Stiftung. Band 31). Olzog, München 1981, ISBN 3-7892-9876-X.
- Friedhelm Nicolin (Hrsg.): Theodor Litt. Pädagogische Analysen zu seinem Werk. Klinkhardt, Bad Heilbrunn/Obb. 1973, ISBN 3-7815-0503-0.
- Friedhelm Nicolin: Theodor Litt. In: Josef Speck (Hrsg.): Geschichte der Pädagogik des 20. Jahrhunderts. Von der Jahrhundertwende bis zum Ausgang der geisteswissenschaftlichen Epoche (= Urban-Taschenbücher. Band 264/265). 2 Bände. Kohlhammer, Stuttgart/Berlin/Köln/Mainz 1977, ISBN 3-17-004454-0.
- Albert Reble: Theodor Litt. Eine einführende Überschau. Klinkhardt, Bad Heilbrunn 1996, ISBN 3-7815-0737-8.
- Wolfgang Ritzel: Philosophie und Pädagogik im 20. Jahrhundert. Die philosophischen Bemühungen des 20. Jahrhunderts. Wissenschaftliche Buchgesellschaft, Darmstadt 1980, ISBN 3-534-02008-1.
- Wolfgang M. Schwiedrzik: Lieber will ich Steine klopfen… Der Philosoph und Pädagoge Theodor Litt in Leipzig (1933–1947) (= Teil von: Anne-Frank-Shoah-Bibliothek). Leipziger Universitätsverlag, Leipzig 1997, ISBN 3-931922-52-9.
- Wolfgang Schulz: Untersuchungen zur Kulturtheorie Theodor Litts. Neue Zugänge zu seinem Werk. Deutscher Studien-Verlag, Weinheim 1990, ISBN 3-89271-242-5.
- Gerhard Steindorf: Lernen und Wissen. Theorie des Wissens und der Wissensvermittlung. Klinkhardt, Bad Heilbrunn/Obb. 1985, ISBN 3-7815-0576-6.
- Theodor-Litt-Jahrbuch. Hrsg. von der Theodor-Litt-Forschungsstelle der Universität Leipzig, Leipzig 1999 ff., ISSN 1439-1805